# Julian Myrick
Julian Southall Myrick (genannt Uncle Mike; * 1. März 1880 in Murfreesboro, North Carolina; † 4. Januar 1969 in New York) war ein US-amerikanischer Tennisaktivist.

## Karriere
Von 1920 bis 1922 war er Präsident der United States Tennis Association (USTA).
In seinem Berufsleben war Myrick erfolgreicher Versicherungsunternehmer und langjähriger Geschäftspartner sowie Freund des Komponisten Charles Ives.
Myrick wurde 1963 in die International Tennis Hall of Fame aufgenommen.